# Блоне (гміна Пйонтек)
Блоне (пол. Błonie) — село в Польщі, у гміні Пйонтек Ленчицького повіту Лодзинського воєводства.